# Untamed (Walibi Holland)
Pour les articles homonymes, voir Untamed.
Untamed  est un parcours de montagnes russes hybrides du parc Walibi Holland, situé à Biddinghuizen aux Pays-Bas. Ouvert depuis le 1er juillet 2019, il a remplacé les montagnes russes en bois Robin Hood qui ont fermé le 28 octobre 2018.

## Description
Le 6 février 2018, Walibi Holland annonce la construction d'Untamed, un parcours de montagnes russes hybrides composé de rails en acier et de supports en bois. Comme cette nouvelle attraction remplace les montagnes russes Robin Hood, une partie des anciens supports sont réutilisées par le constructeur Rocky Mountain Construction. Ce constructeur devenu spécialiste dans la transformation de montagnes russes existantes réalise ici sa première création en Europe. 
Robin Hood ferme ses portes le 28 octobre 2018 et la construction de la nouvelle attraction débute dès la fermeture du parc. Le nouveau parcours, dessiné par Alan Schilke prévoit cinq inversions et quatorze « moments d'airtime »,.
Untamed est officiellement inauguré le 1er juillet 2019.
La compagnie des Alpes — propriétaire du parc — publie le rapport de l'exercice 2019. Il y est indiqué que les nouveautés de l'année « Mystic à Walibi Rhône-Alpes, Untamed à Walibi Holland ou Attention Menhir au parc Astérix ont directement atteint des notes de satisfaction supérieures ou égales à 9 sur 10. »

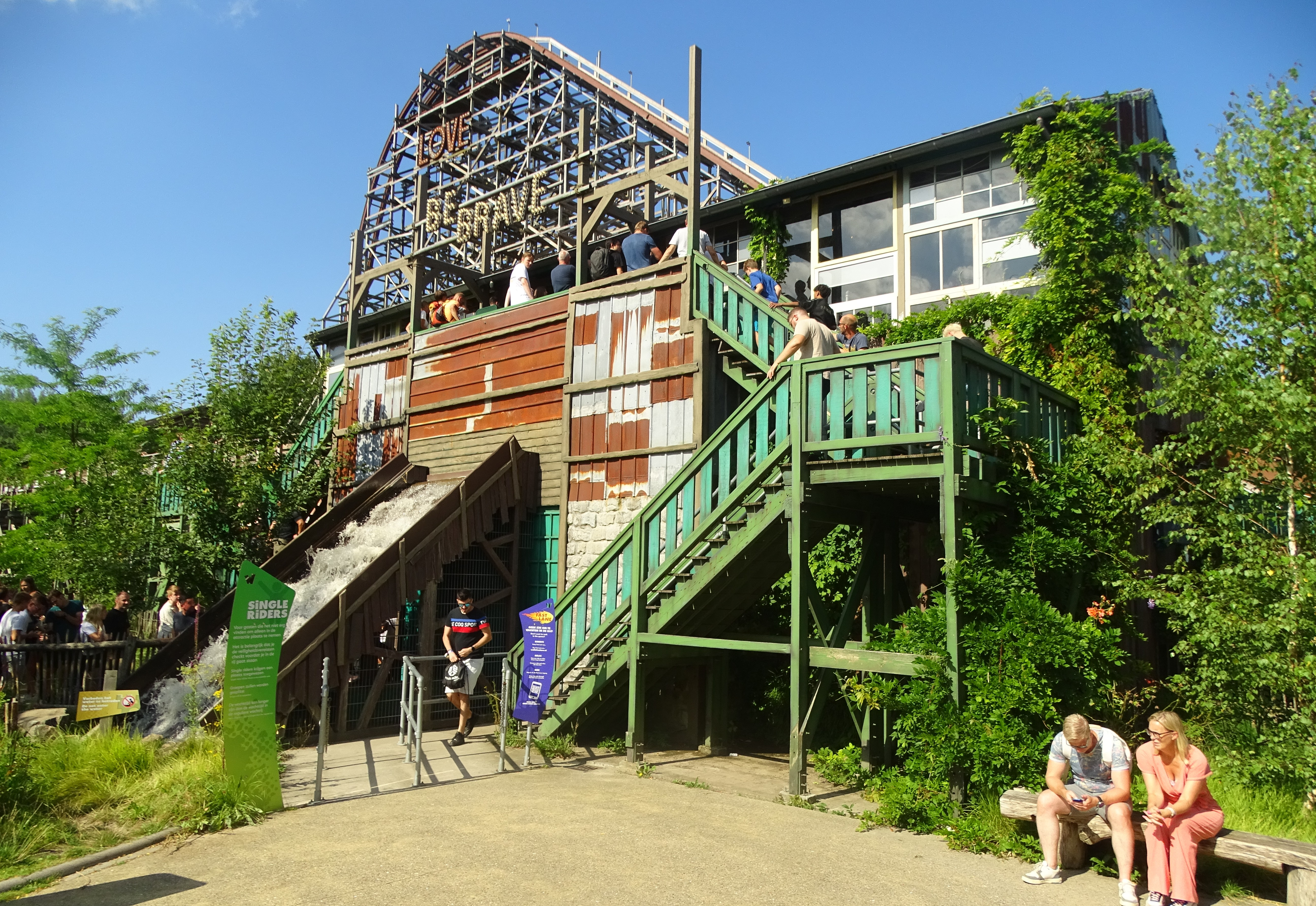
La gare.
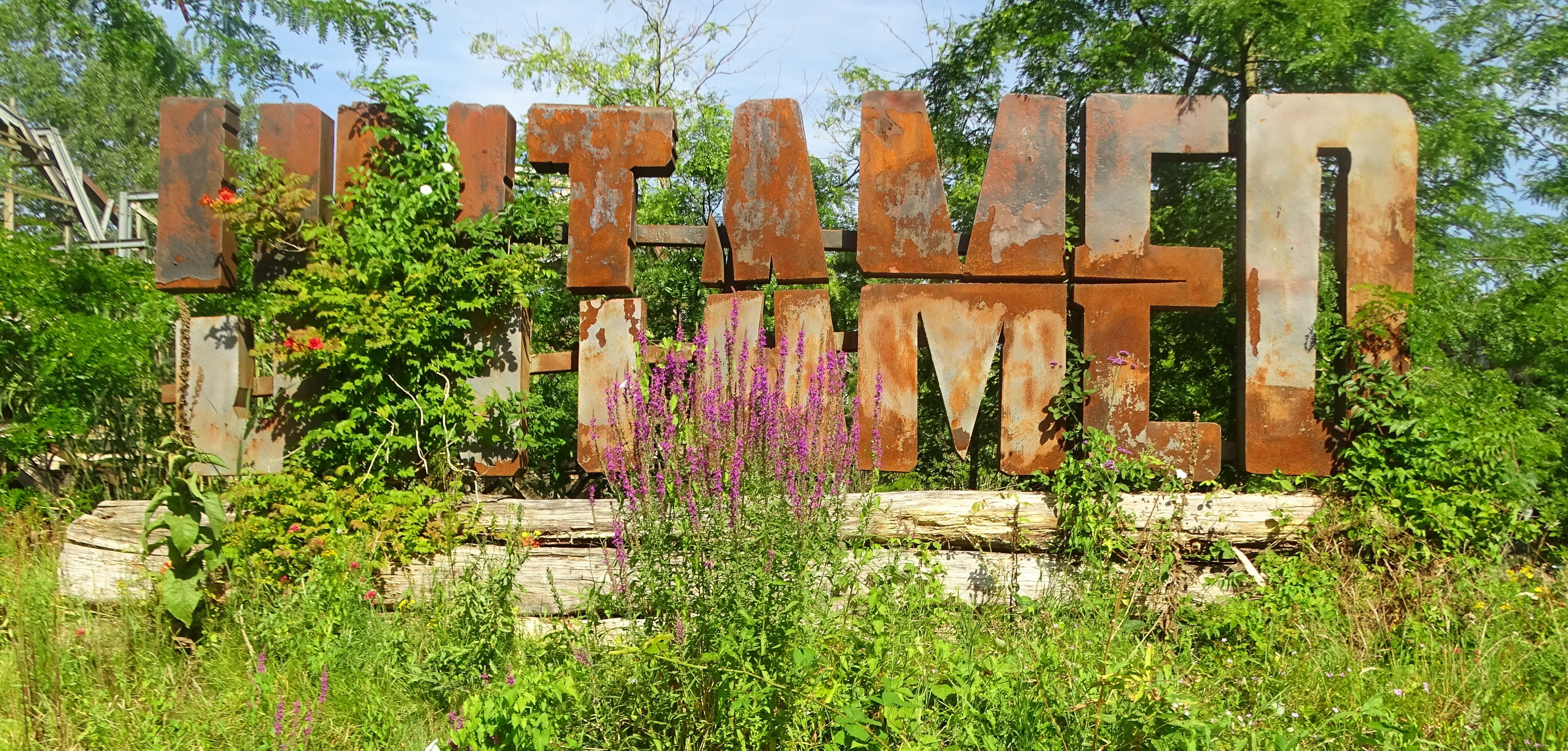
Le logo.
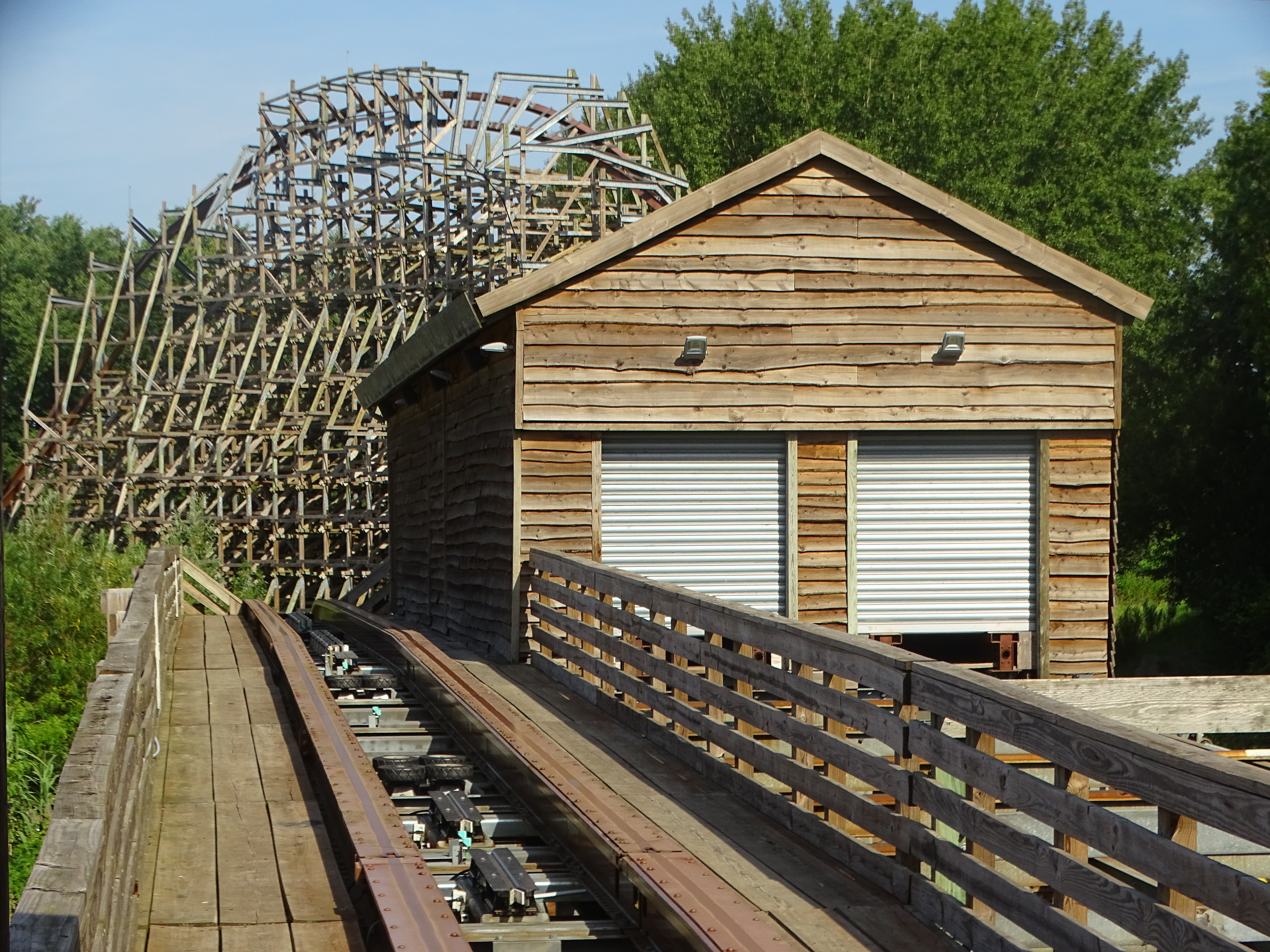
La remise des trains.
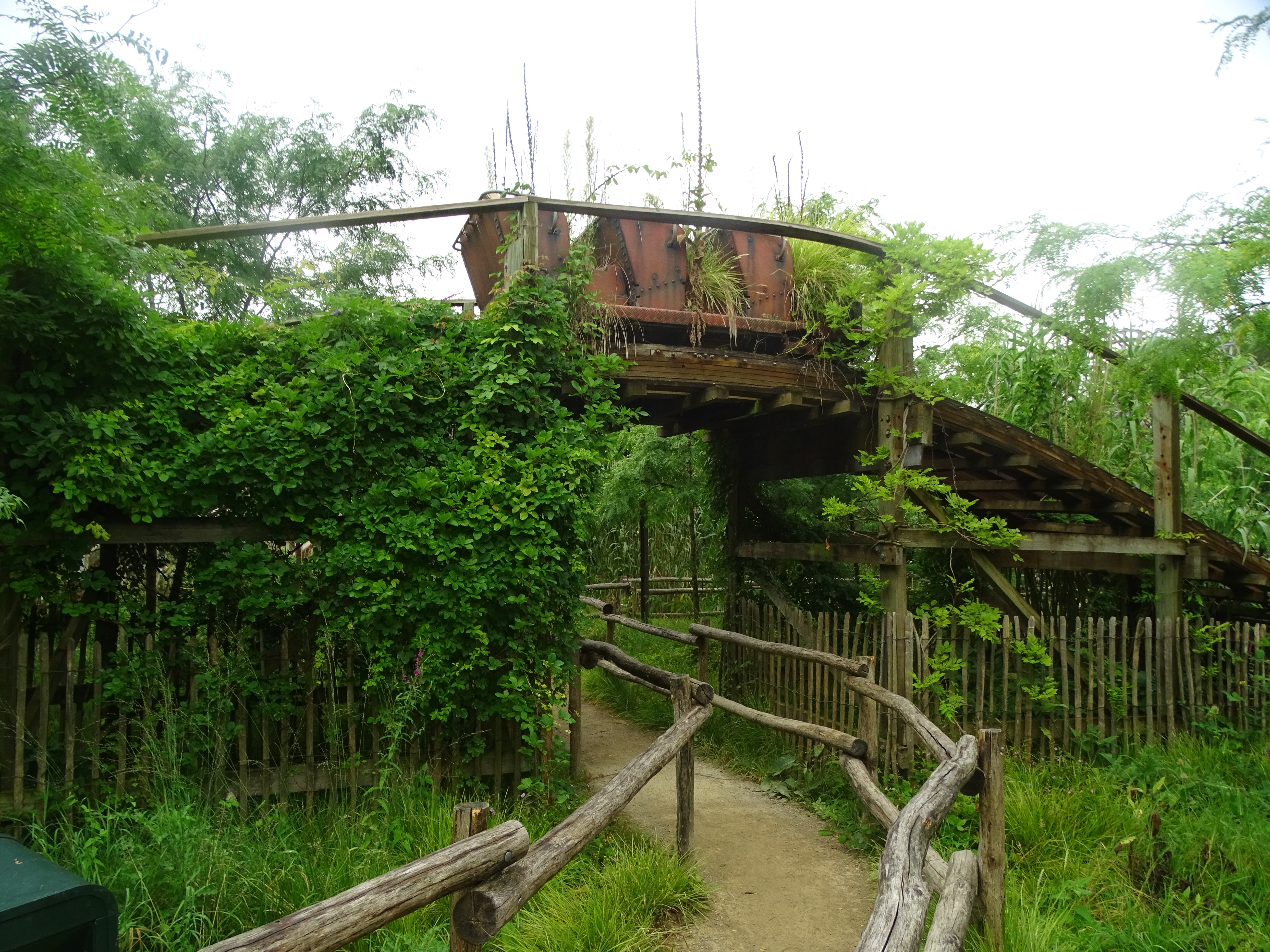
Un wagon sur un ancien morceau de parcours.
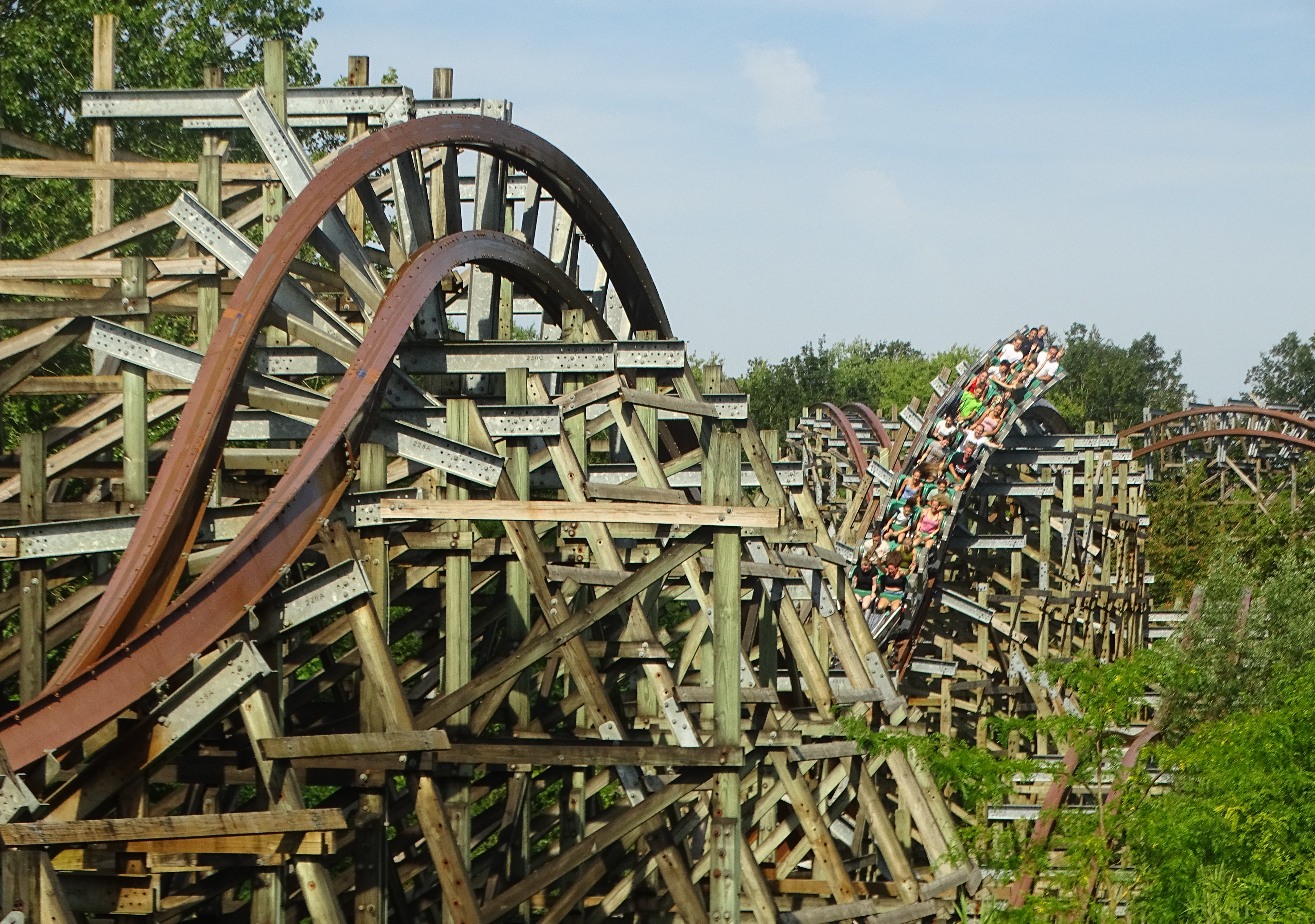
Le parcours.